# Jonathan Tiernan-Locke
Jonathan (Jon) Tiernan-Locke est un cycliste britannique, né le 26 décembre 1984 à Plymouth, professionnel entre 2009 et 2014. En raison d'anomalies sur son passeport sanguin dues à la prise d'EPO, il est suspendu en 2014 et son contrat avec l'équipe Sky est rompu,. Après un bref retour en 2016, il arrête définitivement sa carrière en février 2017.

## Biographie

### Carrière amateur
Jonathan Tiernan-Locke commence le cyclisme par le vélo tout terrain à l'âge de 15 ans, puis passe au cyclisme sur route à 18 ans, en 2003. Il passe en quelques mois de la quatrième à la première catégorie. Il court alors au Mid Devon Cycling Club. Par l'intermédiaire de Colin Lewis (en), ancien coureur professionnel anglais et entraîneur de ce club, il rejoint l'UV Aube, un club français. En fin d'année, il participe aux championnats du monde sur route à Vérone, en Italie, avec l'équipe de Grande-Bretagne des moins de 23 ans. En 2005, il rejoint le CC Étupes, l'un des meilleurs clubs français, vainqueur l'année précédente de la Coupe de France des clubs. Il monte sur le podium des dix premières courses auxquelles il participe, dont le Grand Prix de Rocheville qu'il remporte. Son état de santé se détériore quelques mois plus tard et un virus d'Epstein-Barr lui est diagnostiqué. Pendant trois ans, il ne court plus. Il étudie à l'Université de Bristol et travaille l'été au magasin de cycles de Colin Lewis. Après avoir obtenu un diplôme en product design à l'été 2007, il reprend l'entraînement.
À l'âge de 23 ans, en 2008, il revient à la compétition. Cette saison est interrompue après qu'il a été percuté par un cheval lors d'un entraînement et laissé inconscient. Les résultats obtenus jusque-là sont cependant suffisants pour qu'une petite équipe professionnelle, Plowman Craven-Madison, le recrute pour la saison 2009.

### Carrière professionnelle

#### 2009-2011: débuts professionnels

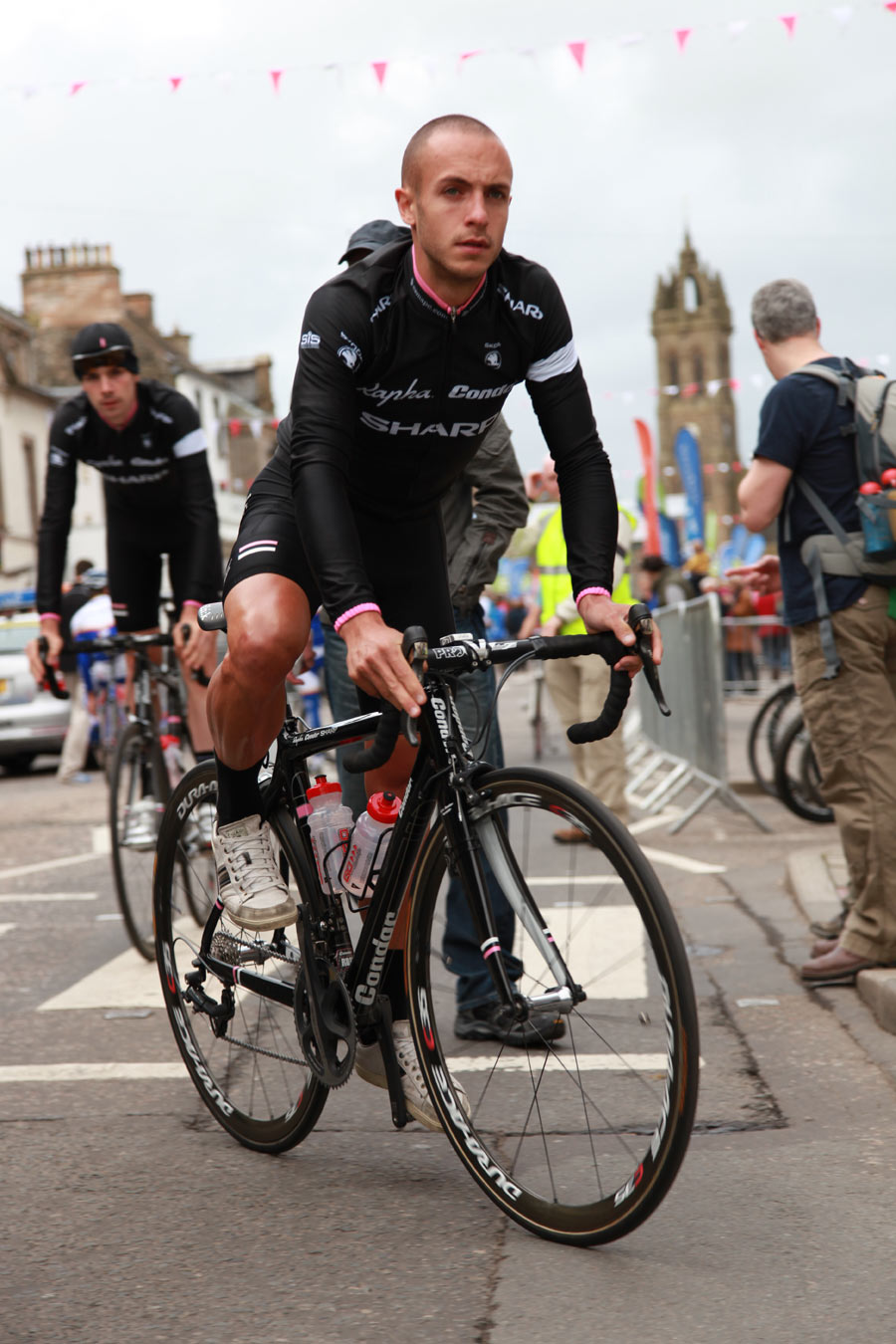
Tiernan-Locke au départ du Tour de Grande-Bretagne 2011

Cette équipe continentale est cependant dissoute en milieu d'année, à la suite de la faillite du principal sponsor. Tiernan-Locke retourne alors travailler au magasin de vélo de Lewis. L'ancien sélectionneur de l'équipe nationale britannique, John Herety, a gardé en mémoire ses performances en catégorie espoirs et le recrute en 2010 dans l'équipe Rapha Condor, qu'il dirige depuis 2006. Tiernan-Locke gagne cette année-là l'étape la plus difficile du FBD Insurance Rás, en Irlande, et termine à la cinquième place. En 2011, son programme de courses est plus international. Il se classe deuxième du Tour de León, dont il gagne une étape, quatrième du Tour de Corée, huitième du Tour d'Afrique du Sud. En septembre, il se classe sixième du Tour de Grande-Bretagne et y remporte le classement de la montagne, notamment grâce à une échappée lors de la cinquième étape, sur ses routes d'entraînement dans le parc national de Dartmoor.

#### 2012: révélation chez Endura Racing
En 2012, Jonathan Tiernan-Locke est recruté par l'équipe Endura Racing. Le manager de cette équipe, Brian Smith, dit l'avoir repéré lors du Tour de Grande-Bretagne 2011 : « J’ai tout de suite vu qu’il était spécial. J’en ai parlé autour de moi. On m’a dit que sur les courses du calendrier national britannique, il lâchait toujours tout le monde dès que la route s’élevait. Mais qu’une fois en haut, il ne savait plus quoi faire… Il était nul tactiquement, mais les qualités, il les avait clairement. J’ai été très surpris qu’après le Tour de Grande-Bretagne qu’il a fait, personne ne l’ait pris. On m’a dit que c’était à cause de son âge. Moi, dès que j’ai appris que Jon voulait discuter avec nous, j’ai dit oui. » D'après Brian Smith, il perd 4 kg entre la fin de saison 2011 et le début d'année 2012. Suivant ses instructions, il se focalise sur les courses par étapes de début de saison. Il s'y révèle au public international en remportant deux étapes et le classement général final du Tour méditerranéen 2012. Il participe ensuite au Tour du Haut-Var, où il termine troisième de la première étape puis remporte la deuxième étape ainsi que le classement général et le classement par points. Au début du mois de mars, il est deuxième du Tour de Murcie.
Trois semaines plus tard, il abandonne lors de la Semaine internationale Coppi et Bartali, se plaignant de douleurs d'estomac. Il ne termine pas non plus le Tour de Castille-et-León en avril, puis prend la 19e place du Tour de la communauté de Madrid début mai. Il se fracture une clavicule durant ce mois, lors du Lincoln Grand Prix. De retour en juin, il prend la 22e place de la Route du Sud. Fin juillet il participe au Tour Alsace où il remporte les 2e et 4e étapes ainsi que le classement général. En août, il est sixième du Tour de León. En septembre, il dispute le Tour de Grande-Bretagne. Il prend la tête du classement général à l'issue de la sixième étape, où il est deuxième derrière Leopold König. Il conserve sa première place et devient le premier Britannique à remporter cette course depuis sa recréation en 2004. En juillet 2014, il est déclassé de cette course à la suite d'anomalies sur son passeport sanguin,. Aux championnats du monde sur route, dans le Limbourg néerlandais, il est désigné leader de l'équipe de Grande-Bretagne pour la course en ligne. Il a ainsi pour équipiers, entre autres, le récent vainqueur du Tour de France Bradley Wiggins et le champion du monde sortant Mark Cavendish. Il prend la 19e place de ce championnat.

#### 2013: chez Sky

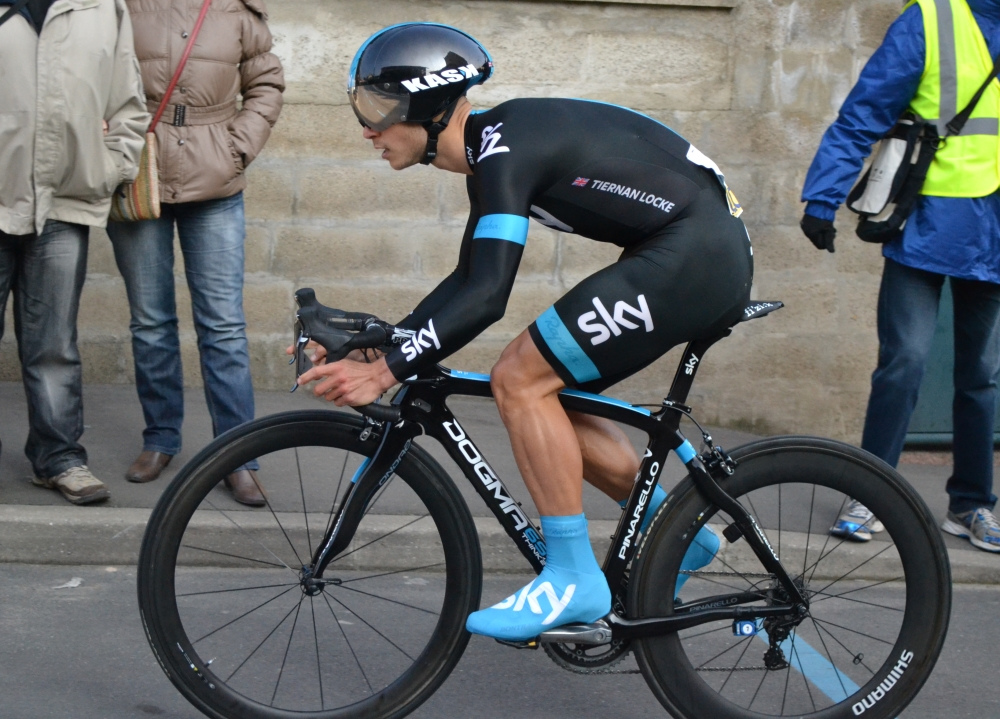
Jonathan Tiernan-Locke lors du Paris-Nice 2013

Grâce aux performances réalisées en 2012, Jonathan Tiernan-Locke est engagé pour deux ans par l'équipe britannique Sky, qui évolue au sein du World Tour. Ses premiers mois avec cette équipe sont décevants. Il attribue ses résultats médiocres aux charges d'entraînement importantes auxquelles il a été astreint. En septembre, il est suspendu provisoirement de compétition par son équipe, après que l'Union cycliste internationale (UCI) lui a demandé d'expliquer des anomalies de son passeport biologique datant de septembre 2012. En décembre, sur la base de l'analyse de ses anomalies, l'UCI demande à la fédération britannique d'ouvrir une procédure disciplinaire à l'encontre de Jonathan Tiernan-Locke pour violation des règles antidopage,. En juillet 2014, l'UCI annonce qu'il est sanctionné et lui interdit de courir jusqu'au 31 décembre 2015. Ses résultats obtenus lors du Tour de Grande-Bretagne 2012 (victoire) et des championnats du monde 2012 lui sont retirés,. L'équipe Sky rompt immédiatement et définitivement le contrat du coureur. Ces variations sur son passeport biologique sont dues à la prise d'EPO.
Après un bref retour au niveau amateur en 2016, il arrête définitivement sa carrière en février 2017.

## Palmarès
| - 2002 - 2e du championnat de Grande-Bretagne de cross-country juniors - 2004 - Grand Prix de Saint-Julien-les-Villas - 2005 - Grand Prix de Rocheville - 3e des Boucles catalanes - 2008 - Totnes-Vire Stage Race : - Classement général - 3e étape - Mémorial de la Bataille de Crète : - Classement général - 1rea étape - 2010 - Jock Wadley Memorial - 5e étape de la FBD Insurance Rás - 2011 - Ryedale Grand Prix - 4e étape du Tour de León - 2e de la Nedbank Cycle Classic - 2e du Jock Wadley Memorial - 2e du Tour de León | - 2012 - Tour méditerranéen : - Classement général - 1re et 4e étapes - Tour du Haut-Var : - Classement général - 2e étape - Tour Alsace : - Classement général - 2e et 4e étapes - Classement général du Tour de Grande-Bretagne, - 2e du Tour de Murcie |  |